# Kanton Briec
Briec is een kanton van het Franse departement Finistère. Het kanton maakt deel uit van de arrondissementen Quimper (5) en Châteaulin (13)

## Gemeenten
Het kanton Briec omvatte tot 2014 volgende 5 gemeenten:
- Briec (hoofdplaats)
- Edern
- Landrévarzec
- Landudal
- Langolen

Bij de herindeling van de kantons door het decreet van 13 februari 2014,  met uitwerking op 22 maart 2015, werden daar volgende 13 gemeenten aan toegevoegd:
- Châteauneuf-du-Faou
- Le Cloître-Pleyben
- Coray
- Gouézec
- Lannédern
- Laz
- Lennon
- Leuhan
- Lothey
- Pleyben
- Saint-Goazec
- Saint-Thois
- Trégourez